# El Rocío (San Cristóbal de La Laguna)
El Rocío je predmestno naselje mesta San Cristóbal de La Laguna v provinci Santa Cruz de Tenerife na Kanarskih otokih v Španiji.
V naselju  se nahajata športni center in sedež podjetja I.E.S. Kanarski otoki.
Naselje je dobilo ime po Virgen del Rocio, kipu, ki je replika kipa, ki ga častijo v vasi El Rocío pri Almonteju  v provinci Huelva, Andaluzija.